# Pokémon: Indigo League-afsnit
Pokémon: Indigo League er den første sæson af Pokémon og den første del af Pokémon Serien: Begyndelsen, en japansk anime-TV-serie, kendt i Japan under navnet Pocket Monsters (ポケットモンスター Poketto Monsutā). Den blev oprindeligt sendt i Japan på TV Tokyo fra den 1. april 1997 til den 21. januar 1999, og senere i Danmark på TV2 fra den 23. januar 2000 til den 1. juli 2001. Derudover er den også blevet sendt på Fox Kids. Den danske versionering er lavet af Dubberman og er baseret på den amerikanske udgave, som er produceret af 4Kids Entertainment.
Denne sæson omhandler den tiårige Pokémontræner Ash Ketchum (spillet af Mathias Klenske på dansk og af Rika Matsumoto på japansk) og hans elektriske partner-Pokémon Pikachus (spillet af Ikue Ōtani) eventyr, som de samler Styrkecenter-emblemer i den fiktive Kanto-region, så de kan deltage i Pokémonliga-stævnet på Indigoplateauet.
Afsnittene er instrueret af Masamitsu Hidaka og produceret af animationsstudiet OLM.
Den japanske intro, fremført af Rika Matsumoto, hedder "Sigt Mod At Blive Pokémonmester" (めざせポケモンマスター Mezase Pokémon Masutā). Den danske intro, fremført af Michael Elo, som hedder "Pokémon Tema", er baseret på den engelske intro af Jason Paige, "Pokémon Theme".

## Afsnit
| Nr. i serie | Nr. i sæson | Dansk titel Japansk titel | Japansk visning     | Dansk visning        |
| --- | ----------- | --- | ------------------- | -------------------- |
| 001 | 01          | "Pokémon - jeg vælger dig!" "Pokémon! Kimi ni Kimeta!" 'Pokémon! Jeg vælger dig!' (ポケモン！きみにきめた！)                                          | 1. april, 1997      | 23. januar, 2000     |
| Ash Ketchum fra byen Pallet Town er blevet 10 år, hvorved han er gammel nok til at blive en Pokémontræner, men da han sover over sig, så er der ingen af de tre sædvanlige starter-Pokémon i Kanto-regionen, Bulbasaur, Charmander og Squirtle, tilbage. Derfor giver Professor Oak, den lokale Pokémon-professor, ham en anden Pokémon, en stridig Pikachu, som kun er på tværs. Sammen drager de afsted. Ash gør en flok Spearow vrede og som de synes at være sluppet væk, så bliver Pikachu syg. Flokken dukker op igen, og Ash låner en cykel fra en pige han mødt, uden at få lov, så han kan slippe væk og få Pikachu hen til et Pokémoncenter hurtigst muligt, men faldt hen ad vejen, da en storm brød frem. Efter at have prøvet hårdt at beskytte den syge Pikachu mod de rasende Pokémon, finder Pikachu kræfterne til at fremmane en kæmpe tordenkile, som jager fugle-Pokémonerne på flugt. Som stormen tager af og en regnbue dukker op, ser Ash og Pikachu en Pokémon, som hans Pokédex ikke genkender. - Begivenheder: - Ash får Pikachu, som sin første Pokémon. - Ash forlader Pallet Town og tager ud på sin Pokémonrejse. Noter: Den ukendte Pokémon, som Ash og Pikachu ser, er faktisk den legendariske Pokémon Ho-Oh, som man først kendte fra den anden generation af Pokémon-spillene. |             | |                     |                      |
| 002 | 02          | "Pokémon nødsituationen!" "Taiketsu! Pokémon Sentā!" 'Opgør! Pokémoncenteret!' (たいけつ! ポケモンセンター!)                                          | 8. april, 1997      | 30. januar, 2000     |
| Da han endelig ankommer til Viridian City, bliver Ash trængt op i et hjørne af Betjent Jenny, som spørger ham, hvorfor han bærer sin Pikachy i armene i stedet for en Poké Ball. Efter at Ash har forklaret sig, tager Jenny Ash til Pokémoncenteret, hvor Søster Joy begynder at behandle den sårede Pikachy. Inden at Pikachu er færdigbehandlet, så dukker Misty op, som Ash tog hendes cyklen fra og som lover at blive hos Ash, indtil han erstatter den ødelagte cykel. Pokémoncenteret bliver så angrebet af Jessie, James og deres talende Meowth, som er medlemmer af Team Rocket og prøver at stjæle alle de indlagte Pokémon. Ash' Pikachu, sammen med Pokemoncenterets mange Pikachu, formår at besejre Team Rocket ved at give dem stød, hvorved de "drøner af" ud i himlen for den første gang, og Ash tager videre til Viridian Forest. - Begivenheder: - Misty vil have sin cykel erstattet, og følger med Ash, til den er erstattet. - Team Rocket, seriens antagonister, bliver introduceret. |             | |                     |                      |
| 003 | 03          | "Ash fanger en Pokémon" "Pokémon Getto Da Ze!" 'Jeg fangede en Pokémon!' (ポケモン ゲットだぜ！)                                                      | 15. april, 1997     | 6. februar, 2000     |
| Ash opdager og fanger en Caterpie, hans allerførste Pokémonfangst. Selvom Ash er opstemt, så væmmes Misty ved insekt-Pokémonen, så hun frastødes af dens forsøg på at blive venner med hende. Om natten, mens at Ash og Misty sover, deler Caterpie sin drøm om at udvikle sig til en Butterfree med Pikachu. Ash fanger også en Pidgeotto. Team Rocket dukker op for at fange Pikachu. Pikachu og Pidgeotto svækkes af James' Koffing og Jessies Ekans, så sender tøvende sin Caterpie ud. Til Jessie og James' overraskelse formår Caterpie at besejre Team Rockets Pokémon med sit String Shot angreb. Som Misty prøver at være venlig med Caterpie, så udvikler den sig til en Metapod. - Begivenheder: - Ash fanger en Caterpie og en Pidgeotto. - Ash's Caterpie udvikler sig til Metapod. |             | |                     |                      |
| 004 | 04          | "Samuraiens udfording" "Samurai Shōnen no Chōsen!" 'Samurai-drengens udfordring!' (サムライしょうねんのちょうせん!)                                   | 22. april, 1997     | 13. februar, 2000    |
| Som de kommer vandrende gennem soven, bliver Ash udfordret til en Pokémon-dyst af en samurai. Dysten ender ud i en Metapod mod Metapod-kamp. Efter noget tid angriber en sværm af Beedrill, hvorefter de tager Ashs Metapod med sig. Ash formår at redde sin Metapod, og den udvikler sig atter til en Butterfree. - Begivenheder: - Ash's Metapod udvikler sig til Butterfree. |             | |                     |                      |
| 005 | 05          | "Dysten i Pewter City" "Nibi Jimu no Tatakai!" 'Nibi-styrkecenter dyst!' (ニビジムのたたかい!)                                                        | 29. april, 1997     | 20. februar, 2000    |
| Ash, Pikachu, og Misty ankommer endelig til Pewter City, hvor de møder Flint, en mystisk mand, som sælger sten. Ash er klar til at udfordre Pewter Citys styrkecenterleder, Brock, for at få sit første emblem, men taber kampen. Flint tager Ash og Pikachu med hjem til Brock, hvor Ash finder ud af, at Brock tager sig af mange mindre søskende, after at deres far forlod dem. Han tager efterfølgende Ash og Pikachu med til en vandmølle, for at gøre Pikachu stærkere. Ash kæmper mod Brock igen og er tættere på at vinde denne gang. Dog udbryder der brænd i styrkecenteret, og sprinklerne begynder, som svækker Brocks Onix. Ash vil gerne besejre Onix, men holdes tilbage af tanken om Brocks søskende, og som han åbner øjnene, opdager han, at de bogstaveligt talt holder ham tilbage. Ash forlader styrkecenteret, men Brock indhenter ham, og giver Ash sit første emblem. Det viser sig, at Flint er Brocks far, og overtager efterfølgende styrkecenteret og ansvaret for sine børn, så han kan tage ud og rejse med Ash. - Begivenheder: - Ash får sit første emblem. - Brock slutter sig til Ash's gruppe. |             | |                     |                      |
| 006 | 06          | "Clefairy og månestenen" "Pippi to Tsuki no Ishi" 'Pippi og månestenen' (ピッピとつきのいし)                                                          | 6. maj, 1997        | 27. februar, 2000    |
| Ash, Misty, Brock og Pikachu ankommer til Mt. Moon, hvor de finder Team Rocket i gang med at forstyrre den lokale natur i håbet om at finde den sjældne Månesten. Med hjælp fra videnskabsmanden Seymore redder gruppen de Clefairy, der vogter den. - Begivenheder: - Brock fanger en Zubat. |             | |                     |                      |
| 007 | 07          | "Vandblomsterne i Cerulean City" "Hanada Shiti no Suichūka" 'Hanada Citys vandblomster' (ハナダシティのすいちゅうか)                                  | 13. maj, 1997       | 5. marts, 2000       |
| 008 | 08          | "Vejen til Pokémon-ligaen" "Pokémon Rīgu e no Michi"'Vejen til Pokémon-ligaen' (ポケモンリーグへのみち)                                               | 20. maj, 1997       | 12. marts, 2000      |
| 009 | 09          | "Den hårde skole" "Pokémon Hisshō Manyuaru" 'Pokémon-sejrsmanualen' (ポケモンひっしょうマニュアル)                                                    | 27. maj, 1997       | 19. marts, 2000      |
| 010 | 10          | "Bulbasaur og den skjulte landsby" "Kakurezato no Fushigidane" 'Fushigidane fra den skjulte landsby' (かくれざとのフシギダネ)                         | 3. juni, 1997       | 26. marts, 2000      |
| 011 | 11          | "Charmander den herreløse Pokémon" "Hagure Pokémon, Hitokage" 'Den herreløse Pokémon – Hitokage' (はぐれポケモン・ヒトカゲ)                           | 10. juni, 1997      | 2. april, 2000       |
| 012 | 12          | "Squirtle-holdet slår til" "Zenigame-gundan Tōjō!" 'Zenigame-holdet dukker op!' (ゼニガメぐんだんとうじょう!)                                         | 17. juni, 1997      | 9. april, 2000       |
| 013 | 13          | "Mysteriet ved fyrtårnet" "Masaki no Tōdai" 'Masakis fyrtårn' (マサキのとうだい)                                                                      | 24. juni, 1997      | 16 april, 2000       |
| 014 | 14          | "En dyst med stød i" "Dengeki Taiketsu! Kuchiba Jimu" 'Elektrisk stød-opgør! Kuchiba-styrkecenter' (でんげきたいけつ! クチバジム)                     | 1. juli, 1997       | 23 april, 2000       |
| 015 | 15          | "Dysten på St. Anne" "Santo Annu-gō no Tatakai!" 'St. Anne-kampen!' (サントアンヌごうのたたかい!)                                                     | 8. juli, 1997       | 30. april, 2000      |
| 016 | 16          | "Pokémon-forliset" "Pokémon Hyōryūki" 'Pokémon ude af kurs' (ポケモンひょうりゅうき)                                                                  | 15. juli, 1997      | 7. maj, 2000         |
| 017 | 17          | "Kæmpe-Pokémonernes ø" "Kyodai Pokémon no Shima!?" 'De gigantiske Pokémons ø' (きょだいポケモンのしま!?)                                              | 22. juli, 1997      | 14. maj, 2000        |
| 018 | —           | "—" "Aopuruko no Kyūjitsu" 'Ferie i Aopulco' (アオプルコのきゅうじつ)                                                                                 | 29. juli, 1997      | Ikke sendt i Danmark |
| Ash og hans venner ankommer til Acapulco, som er et tropisk ferieparadis. Efter at have ødelagt en ældre mands båd, må de arbejde deres gæld af. En konkurrent bliver jaloux og ansætter Team Rocket til at blande sig. Sammen med den ældre mand lægger de en plan for at håndtere situationen. Midt i det hele dukker Ash' mor og Professor Oak op. Noter: Dette afsnit er forbudt i Vesten grundet en scene, hvor James klæder sig på som en kvinde med oppustelige bryster. |             | |                     |                      |
| 019 | 18          | "Tentacool og Tentacruel" "Menokurage Dokukurage" 'Menokurage, Dokukurage' (メノクラゲドククラゲ)                                                     | 5. august, 1997     | 21. maj, 2000        |
| 020 | 19          | "Ungmøens Klint" "Yūrei Pokémon to Natsumatsuri" 'Spøgelses-Pokémonen og sommerfestivalen' (ゆうれいポケモンとなつまつり)                             | 12. august, 1997    | 28. maj, 2000        |
| 021 | 20          | "Farvel, Butterfree" "Bai Bai Batafurī" 'Farvel, Butterfree' (バイバイバタフリー)                                                                     | 19. august, 1997    | 4. juni, 2000        |
| 022 | 21          | "Abra og det telepatiske opgør" "Kēshii! Chōnōryoku Taiketsu!" 'Casey! Telepatisk opgør!' (ケーシィ! ちょうのうりょくたいけつ!)                       | 26. august, 1997    | 11. juni, 2000       |
| 023 | 22          | "Frygtens tårn" "Pokémon Tawā de Getto Da Ze!" 'Jeg fanger dig, spøgelses-type, Pokémon-tårnet!' (ポケモンタワーでゲットだぜ!)                        | 2. september, 1997  | 13. august, 2000     |
| 024 | 23          | "Haunter mod Kadabra" "Gōsuto Tai Esupā!" 'Spøgelset mod telepaten' (ゴーストVSエスパー!)                                                             | 9. september, 1997  | 20. august, 2000     |
| 025 | 24          | "Primeape går agurk" "Okoranai de ne Okorizaru!" 'Bliv nu ikke sur, Okorizaru!' (おこらないでねオコリザル!)                                           | 16. september, 1997 | 27. august, 2000     |
| 026 | 25          | "En Pokémonsk duft!" "Erika to Kusaihana" 'Erika og Kusaihana' (エリカとクサイハナ)                                                                   | 23. september, 1997 | 3. september, 2000   |
| 027 | 26          | "Sengetid for Hypno" "Surīpā to Pokémon Gaeri!?" 'Sleeper og Pokémon-hypnose' (スリーパーとポケモンがえり!?)                                          | 30. september, 1997 | 10. september, 2000  |
| 028 | 27          | "Det store modelip" "Rokon! Burīdā Taiketsu!" 'Rokon! Opdrætter-opgøret!' (ロコン! ブリーダーたいけつ!)                                               | 7. oktober, 1997    | 8. oktober, 2000     |
| 029 | 28          | "En hårdtslående Pokémon" "Kakutō Pokémon! Dai Batoru!" 'Kamp-Pokémon! Stor dyst!' (かくとうポケモン! だいバトル!)                                    | 14. oktober, 1997   | 15. oktober, 2000    |
| 030 | 29          | "Det slår gnister for Magnemite" "Koiru wa Denki Nezumi no Yume o Miru ka!?" 'Drømmer Coil om elektriske mus?' (コイルはでんきネズミのユメをみるか!?) | 21. oktober, 1997   | 22. oktober, 2000    |
| 031 | 30          | "Begravet i Digletter!" "Diguda ga Ippai!" 'Fyldt med Digda!' (ディグダがいっぱい!)                                                                   | 28. oktober, 1997   | 29. oktober, 2000    |
| 032 | 31          | "Dysten i ninjatemplet" "Sekichiku Ninja Taiketsu!" 'Sekichiku-ninja-opgøret!' (セキチクにんじゃたいけつ!)                                            | 4. november, 1997   | 5. november, 2000    |
| 033 | 32          | "Pokémon-væddeløb i flammer!" "Sekichiku Ninja Taiketsu!" 'Det store ild-Pokémon-løb!' (セキチクにんじゃたいけつ!)                                    | 11. november, 1997  | 12. november, 2000   |
| 034 | 33          | "Kangaskhan-drengen" "Garūra no Komoriuta" 'Garuras vuggevise' (ガルーラのこもりうた)                                                                 | 18. november, 1997  | 19. november, 2000   |
| 035 | —           | "—" "Miniryū no Densetsu" 'Legenden om Dratini' (ミニリュウのでんせつ)                                                                                | 25. november, 1997  | Ikke sendt i Danmark |
| 036 | 34          | "Brobisserne" "Arashi no Saikuringu Rōdo" 'Stormende cykel-vej' (あらしのサイクリングロード)                                                          | 2. december, 1997   | 26. november, 2000   |
| 037 | 35          | "Dittos mystiske hus" "Metamon to Monomane Musume" 'Metamon og efteraber-pigen' (メタモンとものまねむすめ)                                            | 9. december, 1997   | 3. december, 2000    |
| 038 | —           | "—" "Dennō Senshi Porigon" 'Cyber-soldaten Porygon' (でんのうせんしポリゴン)                                                                          | 16. december, 1997  | Ikke sendt i Danmark |
| Denne episode var kontroversiel, da på grund af en scene med røde og blå stroboskoplys der sendte 685 japanske børn på hospitalet, efter de at havde fået et epilepsi anfald i 1997. Episoden blev siden fjernet i resten af verden. |             | |                     |                      |
| 039 | 36          | "Pikachus farvel" "Pikachū no Mori" 'Pikachu-skoven' (ピカチュウのもり)                                                                               | 16. april, 1998     | 10. december, 2000   |
| 040 | 37          | "De fire Eevee-brødres kamp" "Ībui Yon Kyōdai" 'De fire Eievui-brødre' (イーブイ4きょうだい)                                                          | 16. april, 1998     | 17. december, 2000   |
| 041 | 38          | "Vågn op, snorlax!" "Okiro! Kabigon!" 'Vågn op! Kabigon!' (おきろ! カビゴン!)                                                                         | 23. april, 1998     | 6. januar, 2001      |
| 042 | 39          | "Opgøret i Dark City" "Taiketsu! Pokémon Jimu!" 'Opgør! Pokémon-styrkecenter!' (たいけつ! ポケモンジム!)                                              | 30. april, 1998     | 7. januar, 2001      |
| 043 | 40          | "Exeggutorerne går i panik" "Nasshī Gundan Daikōshin!" 'Nassy-holdets store vandring!' (ナッシーぐんだんだいこうしん!)                                | 7. maj, 1998        | 13. januar, 2001     |
| 044 | 41          | "Problemer med Paras" "Parasu to Parasekuto" 'Paras og Parasect' (パラスとパラセクト)                                                                 | 14. maj, 1998       | 14. januar, 2001     |
| 045 | 42          | "Jigglypuffs sang" "Utatte! Purin!" 'Syng! Purin!' (うたって! プリン!)                                                                                | 21. maj, 1998       | 20. januar, 2001     |
| 046 | 43          | "De forhistoriske Pokémoner angriber" "Fukkatsu!? Kaseki Pokémon!" 'Genoplivet!? Fossil-Pokémon!' (ふっかつ!? かせきポケモン!)                        | 28. maj, 1998       | 21. januar, 2001     |
| 047 | 44          | "En farlig operation" "Rakkī no Karute" 'Luckys kliniske journal' (ラッキーのカルテ)                                                                  | 4. juni, 1998       | 27. januar, 2001     |
| 048 | 45          | "Det store bryllup!" "Gādi to Kojirō" 'Gardie og Kojirou' (ガーディとコジロウ)                                                                        | 11. juni, 1998      | 28. januar, 2001     |
| 049 | 46          | "Et tyvagtigt makkerpar" "Kamonegi no Kamo" 'Kamonegis lette mål' (カモネギのカモ)                                                                    | 18. juni, 1998      | 03. februar, 2001    |
| 050 | 47          | "Hvem får Togepi?" "Togepī wa Dare no Mono!?" 'Hvem hører Tokepi til?' (トゲピーはだれのもの!?)                                                       | 25. juni, 1998      | 04. februar, 2001    |
| 051 | 48          | "Bulbasaurs mystiske have" "Fushigidane no Fushigi na Hanazono" 'Fushigidanes mystiske blomsterhave' (フシギダネのふしぎのはなぞの)                   | 2. juli, 1998       | 10. februar, 2001    |
| 052 | 53          | "Prinsessen mod prinsessen" "Gekitō! Pokêmon Hinamatsuri" 'Hård kamp! Pokémon-pigefestivalen' (げきとう! ポケモンひなまつり)                          | 9. juli, 1998       | 1. april, 2001       |
| 053 | 54          | "Kattens til helt" "Kodomo no Hi da yo! Zen'in Shūgō!" 'Det er børnenes dag! Alle samler sig!' (こどものひだよ! ぜんいんしゅうごう!)                  | 9. juli, 1998       | 7. april, 2001       |
| 054 | 49          | "Politi-Pokémonerne slår til!" "Keisatsuken Gādi" (けいさつけんガーディ)                                                                              | 16. juli, 1998      | 11. februar, 2001    |
| 055 | 50          | "Pokémon-fotografen" "Shattā Chansu wa Pikachū" (シャッターチャンスはピカチュウ)                                                                      | 23. juli, 1998      | 17. februar, 2001    |
| 056 | 51          | "Den afgørende prøve" "Pokêmon Rīgu Kenteishiken!?" (ポケモンけんていしけん!?)                                                                        | 30. juli, 1998      | 18. februar, 2001    |
| 057 | 52          | "Udviklingscenterets hemmelighed" "Sodate-ya no Himitsu!" (そだてやのひみつ!)                                                                         | 6. august, 1998     | 24. februar, 2001    |
| 058 | 55          | "En gådefuld ø" "Moero! Guren Jimu!" (もえろ! グレンジム!)                                                                                            | 13. august, 1998    | 8. april, 2001       |
| 059 | 56          | "Kaos i vulkanen" "Kessen! Guren Jimu!" (けっせん! グレンジム!)                                                                                       | 20. august, 1998    | 14. april, 2001      |
| 060 | 57          | "Vågn op, Blastoise" "Kamekkusu no Shima" (カメックスのしま)                                                                                          | 27. august, 1998    | 15. april, 2001      |
| 061 | 58          | "Havfruen Misty" "Hanada Jimu! Suichū no Tatakai!" (ハナダジム! すいちゅうのたたかい!)                                                                | 3. september, 1998  | 21. maj, 2001        |
| 062 | 59          | "Clefairy på spil" "Pippi Tai Purin" (ピッピVSプリン)                                                                                                 | 10. september, 1998 | 22. maj, 2001        |
| 063 | 60          | "Dysten om emblemet" "Tokiwa Jimu! Saigo no Bajji!" (トキワジム! さいごのバッジ!)                                                                     | 17. september, 1998 | 28. maj, 2001        |
| 064 | 61          | "Mød min Mr. Mime" "Pokémon Sākasu no Bariyādo" (ポケモンサーカスのバリヤード)                                                                        | 24. september, 1998 | 29. maj, 2001        |
| 065 | 62          | "Glædelig Jynx" "Rūjura no Kurisumasu" (ルージュラのクリスマス)                                                                                       | 5. oktober, 1998    | 5. maj, 2001         |
| 066 | 63          | "Sneblind vej!" "Iwāku de Bibāku" (イワークでビバーク)                                                                                                | 5. oktober, 1998    | 6. maj, 2001         |
| 067 | 64          | "Duellen" "Raibaru Taiketsu! Ōkido Kenkyūjo" (ライバルたいけつ! オーキドけんきゅうじょ)                                                               | 8. oktober, 1998    | 12. maj, 2001        |
| 068 | 65          | "Gåden om Slowpoke" "Yadon ga Yadoran ni naru Toki" (ヤドンがヤドランになるとき)                                                                      | 8. oktober, 1998    | 13. maj, 2001        |
| 069 | 66          | "Den Pika-store bølge" "Naminori Pikachū no Densetsu" (なみのりピカチュウのでんせつ)                                                                  | 22. oktober, 1998   | 19. maj, 2001        |
| 070 | 67          | "Et boom for Gloom" "Shokubutsuen no Kusaihana" (しょくぶつえんのクサイハナ)                                                                          | 29. oktober, 1998   | 20. maj, 2001        |
| 071 | 68          | "Klar til optagelse" "Pokémon za Mūbī!" (ポケモン・ザ・ムービー!)                                                                                     | 5. november, 1998   | 26. maj, 2001        |
| 072 | 69          | "Hollywood, her kommer vi" "Nyāsu no Aiueo" (ニャースのあいうえお)                                                                                    | 12. november, 1998  | 27. maj, 2001        |
| 073 | 70          | "Nul og nix!" "Shitennō Shiba Tōjō!" (してんのうシバとうじょう!)                                                                                      | 19. november, 1998  | 2. juni, 2001        |
| 074 | 71          | "Gåden om det gamle Pokémopolis" "Gekitotsu! Chō Kodai Pokemon" (げきとつ! ちょうこだいポケモン)                                                      | 26. november, 1998  | 3. juni, 2001        |
| 075 | 72          | "Så ond at det går ondt" "Garagara no Hone Konbō" (ガラガラのホネこんぼう)                                                                            | 3. december, 1998   | 9. juni, 2001        |
| 076 | 73          | "Nu går det løs!" "Faiyā! Pokémon Rīgu Kaikaishiki!" (ファイヤー! ポケモンリーグかいかいしき!)                                                        | 10. december, 1998  | 10. juni, 2001       |
| 077 | 74          | "Første omgang - kæmp!" "Pokémon Rīgu Kaimaku! Mizu no Fīrudo!" (ポケモンリーグかいまく! みずのフィールド!)                                           | 17. december, 1998  | 25. juni, 2001       |
| 078 | 75          | "Gennem ild og vand" "Kōri no Fīrudo! Honō no Tatakai!" (こおりのフィールド! ほのおのたたかい!)                                                       | 24. december, 1998  | 26. juni, 2001       |
| 079 | 76          | "Drama i fjerde runde" "Kusa no Fīrudo! Igai na Kyōteki!" (くさのフィールド! いがいなきょうてき!)                                                     | 1. januar, 1999     | 27. juni, 2001       |
| 080 | 77          | "En vaskeægte ven" "Raibaru Tōjō!" (ライバルとうじょう!)                                                                                              | 7. januar, 1999     | 28. juni, 2001       |
| 081 | 78          | "Det sidste slag" "Sekiei Sutajiamu! Tai Hiroshi!" (セキエイスタジアム! VSヒロシ!)                                                                    | 14. januar, 1999    | 29. juni, 2001       |
| 082 | 79          | "Venner for altid" "Pokémon Rīgu! Saigo no Tatakai!" (ポケモンリーグ! さいごのたたかい!)                                                              | 21. januar, 1999    | 30. juni, 2001       |
| 083 | 80          | "Festpanik i Pallet Town" "Masara Taun! Aratanaru Tabidachi!" (マサラタウン! あらたなるたびだち)                                                      | 28. januar, 1999    | 1. juli, 2001        |

## Vigtige begivenheder
- Ash påbegynder sin Pokémon-rejse som Træner med sin starter-Pokémon, Pikachu, med målet at blive Pokémonmester for øje. (#001)
- Gary påbegynder også sin rejse med Squirtle som starter-Pokémon. (#001)
- Misty følger efter Ash, efter han får ødelagt hendes cykel, og kræver, at han erstatter den. (#003)
- Jessie, James og Meowth forfølger Ash, efter hans Pikachu har demonstrert, at den er uadmindeligt stærk for en Pikachu. (#002)
- Bruck slutter sig til gruppen efter at hans far, Flint, vender tilbage og overtager Pewter City-styrkecenteret. (#005)
- Ash rejser til Indigo-plateauet for at deltage i sit første Pokémon-ligastævne
- Indigo-ligastævnet finder sted. (#074 - 080)
  - Gary taber til Melissa i den fjerde runde, hvilket placerer ham i top 32. (#077)
  - Ash taber til Ritchie i den fjerde runde, hvilket placer ham i top 16. (#079)
  - Ritchie taber til Assunta i den sjette runde, hvilket placer ham i top 8. (#080)
- Professor Oak beder Ash om at rejse til Orange-øhavet for at hente den mystiske GS Ball, som ikke kan teleporteres via en PC. (#083)

### Styrkecenter-kampe
| Styrkecenter    | Modstander                                 | Afsnit | Udfald         |
| --------------- | ------------------------------------------ | ------ | -------------- |
| Pewter City     | Brock                                      | #005   | Nederlag       |
| Pewter City     | Brock                                      | #005   | Emblem foræret |
| Cerulean City   | Misty                                      | #007   | Emblem foræret |
| Vermilion City  | Lt. Surge                                  | #014   | Nederlag       |
| Vermilion City  | Lt. Surge                                  | #014   | Emblem vundet  |
| Saffron City    | Sabrina                                    | #022   | Kamp opgivet   |
| Saffron City    | Sabrina                                    | #024   | Kamp opgivet   |
| Saffron City    | Sabrina                                    | #024   | Emblem foræret |
| Celadon City    | Erika                                      | #026   | Emblem foræret |
| Fuchsia City    | Koga                                       | #032   | Emblem vundet  |
| Cinnabar Island | Blaine                                     | #058   | Nederlag       |
| Cinnabar Island | Blaine                                     | #059   | Nederlag       |
| Cinnabar Island | Blaine                                     | #059   | Emblem vundet  |
| Viridian City   | Jessie, James og Meowth (I Giovannis sted) | #063   | Emblem vundet  |

## Stemmer
| Karakter      | Japansk            | Dansk            |
| ------------- | ------------------ | ---------------- |
| Ash Ketchum   | Rika Matsumoto     | Mathias Klenske  |
| Pikachu       | Ikue Ōtani         | Ikue Ōtani       |
| Misty         | Mayumi Iizuka      | Lulu Jacobsen    |
| Brock         | Yūji Ueda          | Peter Holst-Beck |
| Jessie        | Megumi Hayashibara | Ann Hjort        |
| James         | Shinichiro Miki    | Thomas Kirk      |
| Meowth        | Inuko Inuyama      | Peter Zhelder    |
| Professor Oak | Unshō Ishizuka     | Michael Elo      |
| Delia Ketchum | Masami Toyoshima   | Ann Hjort        |
| Betjent Jenny | Chinami Nishimura  | Ann Hjort        |
| Søster Joy    | Ayako Shiraishi    | Louise Engell    |
| Fortæller     | Unshō Ishizuka     | Torben Sekov     |

## Hjemmeudgivelser
I Japan er sæsonen blevet fuldt udgivet til udlejning, men købeudgivelser er begrænset til visse afsnit. Sæsonen har fået en komplet hjemmeudgivelse på engelsk i USA og Australien på nær de banlyste afsnit.
I Danmark er de første 32 afsnit blevet udgivet på VHS fordelt på 16 bånd med hver 2 afsnit i en rød serie. Efterfølgende er 24 yderligere, vilkårlige afsnit blevet blevet udgivet i Danmark VHS fordelt på 12 bånd i en gul serie. Sæsonens første otte afsnit er blevet udgivet på DVD i Danmark fordelt på 2 udgivelser.